# فحص شوبر
فحص شوبر أو اختبار شوبر هو فحصٌ بدنيٌ يُستخدم في الطب الطبيعي وإعادة التأهيل وطب الروماتزم، ويهدف لقياس قدرة المريض على ثني أسفل الظهر.

## الإجراء
عندما يكون المريض واقفًا، يقوم الفاحص بوضع علامةٍ عند مستوى الفقرة القطنية الخامسة (L5) تقريبًا. هناك نقطتان مميزتان: 5 سم أسفل و10 سم أعلى هذه النقطة (المسافة الإجمالية 15 سم). ثم يُطلب من المريض لمس أصابع قدميه مع الحفاظ على ركبتيه مستقيمة. إذا لم تزد مسافة النقطتين بمقدار 5 سم على الأقل (مع المسافة الإجمالية أكبر من 20 سم)، فإن هذه علامةٌ على وجود تقييدٍ في إمكانية ثني أسفل الظهر. قد يكون هذا الفحص مُفيدًا في فحص المريض المشكوك في إصابته بالتهاب الفقار القسطي.

## التاريخ
وُصف الفحص لأول مرةٍ في عام 1937 بواسطة الطبيب الألماني بول شوبر (11 مارس 1865 - 22 أغسطس 1943).